# Grafo de Papo
No campo da matemática da teoria dos grafos o grafo de Papo é um grafo não-orientado 3-regular com 18 vértices e 27 arestas formado como o grafo de Levi da configuração de Papo. É nomeado em honra a Papo de Alexandria, um antigo matemático grego que se acredita ter descoberto o "teorema do hexágono" que descreve a configuração de Papo. Todos os grafos distância-regular cúbicos são conhecidos; o grafo de Papo é um destes 13 grafos.
O grafo de Papo tem um número de cruzamento retilíneo 5, e é o menor grafo cúbico com este número de cruzamento. Tem cintura 6, diâmetro 4, raio 4, número cromático 2, índice cromático 3 e é tanto 3-vértice-conectado quanto 3-aresta-conectado.
O grafo de Papo tem um polinômio cromático igual a: {\displaystyle (x-1)x(x^{16}-26x^{15}+325x^{14}-2600x^{13}+14950x^{12}-65762x^{11}+}{\displaystyle 229852x^{10}-653966x^{9}+1537363x^{8}-3008720x^{7}+4904386x^{6}-}{\displaystyle 6609926x^{5}+7238770x^{4}-6236975x^{3}+3989074x^{2}-1690406x+356509)}.
O nome "grafo de Papo" também tem sido usado para se referir a um grafo relacionado com nove vértices
, com um vértice para cada ponto da configuração de Papo e uma aresta para cada par de pontos na mesma linha; este grafo de nove vértice é 6-regular, e é o grafo complementar da união de três grafos triângulo disjuntos.

## Propriedades algébricas
O grupo de automorfismo do grafo de Papo é um grupo de ordem 216. Ele age transitivamente sobre os vértices, nas arestas e nos arcos do grafo. Portanto, o grafo de Papo é um grafo simétrico. Ele tem automorfismos que levam qualquer vértice para qualquer outro vértice e qualquer aresta para qualquer outra aresta. De acordo com o censo de Foster, o grafo de Biggs-Smith, referenciado como F018A, é o único grafo cúbico simétrico em 18 vértices.
O polinômio característico do grafo de Papo é: {\displaystyle (x-3)x^{4}(x+3)(x^{2}-3)^{6}}. É o único grafo com este polinômio característico, tornando-se um grafo determinado pelo seu espectro.

## Galeria

Grafo de Papo colorido para destacar vários ciclos.
O índice cromático do grafo de Papo é 3.
O número cromático do grafo de Papo é 2.